# Pyrgulopsis glandulosa
The verde rim springsnail (Pyrgulopsis glandulosa) là một loài động vật chân bụng thuộc họ Hydrobiidae. Đây là loài đặc hữu của Hoa Kỳ.